# В'язниця Ціньчен
В'язниця Ціньчен 秦城监狱 — пенітенціарний заклад КНР, розташований у районі Чанпін (昌平) в північно-західній частині Пекіну.

## Історія
Заснований у 1958 за участю радянських спеціалістів, початково відомий як «проект № 156». Місце утримання політичних в'язнів. Серед найвідоміших: Пен Чжень (1902–1997), Бо Їбо (1908–2007), Цзян Цін (1914–1991), 10-й панчен-лама Чок'ї Ґ'ялцен (1938–1989), а також учасники подій на площі Тяньаньмень 1989, громадські діячі, особи, звинувачені у державній зраді, сепаратизмі та масштабній корупції.